# Swedish Motor Corporation
Swedish Motor Corporation (Pvt.) Ltd. war ein Automobilhersteller in Gaborone, Botswana. Montiert wurden CKD-Bausätze von Volvo-Modellen.

## Geschichte
Das Unternehmen begann 1994 mit der Montage von Volvo-Lastwagen.
Das Werk nahm 1998 zudem die Automobilproduktion auf. Gefertigt wurden Volvo S40 und Volvo V40.
Das Werk wurde von Wheels of Africa betrieben. Dieser Betrieb endete im Jahr 2000 zusammen mit der Motor Company of Botswana. Dieses Unternehmen war ebenfalls von Wheels of Africa betrieben worden.
Die Montage der Lastwagen wurde nach Auflösung der Swedish Motor Corporation im Jahr 2000 von Volvo übernommen und endete 2005, als sie aus wirtschaftlichen Gründen nach Durban in Südafrika verlegt wurde.